# Tawan Arun

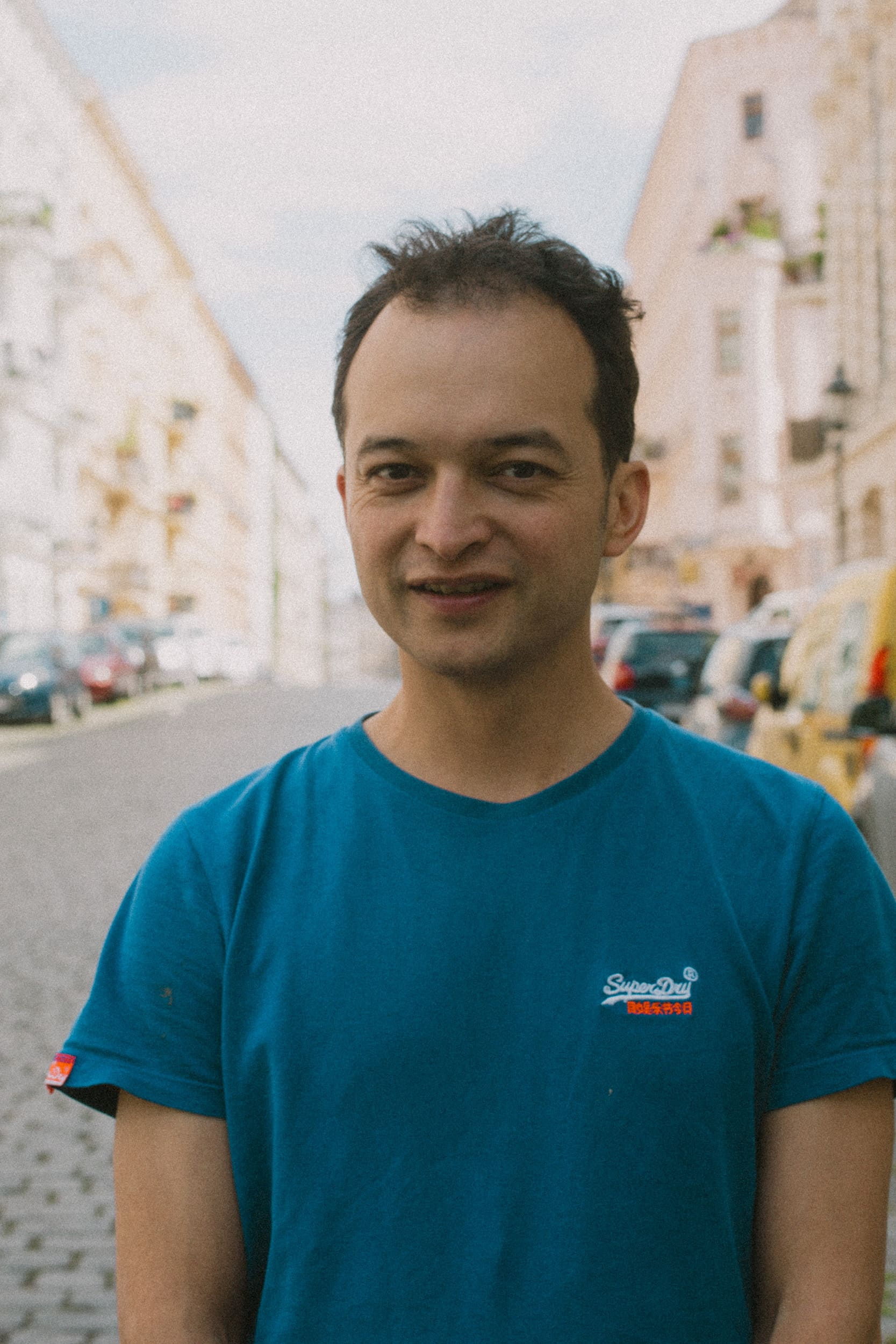
Tawan Arun (2024)

Tawan Arun (* 7. März 1982 in Paris) ist ein französisch-deutscher Filmemacher, Grafiker und Webentwickler.

## Leben
Tawan Arun wuchs als Sohn einer türkisch-deutschen Mutter und eines chinesisch-thailändischen Vaters in Paris und im Elsass auf. In den Jahren 2002 und 2003 absolvierte er ein zweijähriges Studium zum BTS-Fachdiplom in Grafikdesign und Edition in Paris. Von 2005 bis 2010 setzte er sein Studium in visueller Kommunikation an der Kunsthochschule Berlin-Weißensee fort, wo er anschließend zwei Jahre lang als künstlerischer Mitarbeiter tätig war. Darüber hinaus leitete er Workshops und Ateliers, wie mehrmals zwischen 2010 und 2020 mit Frédéric Jaeger während der Französischen Filmtage in Tübingen oder 2018 an der Architekturhochschule ENSA in Nantes oder an der Kunsthochschule Berlin-Weißensee.
Im Jahr 2004 gründete Tawan Arun das Webdesign- und Dokumentarfilmproduktionsstudio IDFABRIK. Zunächst konzentrierte sich seine Arbeit auf das Genre der interaktiven Webdokumentationen, die damals im französischsprachigen Raum besonders gefördert wurden. Folglich war der Titel seiner Abschlussarbeit im Jahr 2011: Interaktive Web-Dokumentarfilme, Bestandsaufnahme und Perspektive. Im Jahr 2012 entwickelte er zusammen mit Joris Rühl die 60-minütige multimediale Webdokumentation Europa: Die Ostgrenze, koproduziert von TV5 Monde. Das Projekt wurde auf dem Dok Leipzig, dem Prix Europa und bei den RIDM (Rencontres internationales du documentaire de Montréal) präsentiert. Im Jahr 2013 gewann er den Deutsch-Französischen Journalistenpreis in der Kategorie Multimedia.
Wie die meisten auf Flash basierenden Webdokumentationen sind auch viele von Tawan Aruns Arbeiten seit der Einstellung der Flash-Player-Technologie von Adobe am 31. Dezember 2020 nicht mehr zugänglich. Seitdem hat Tawan Arun Online-Projekte wie Websites und multimediale Anwendungen entwickelt, zum Beispiel für Künstler (Ulysses Belz, Alex Jordan u. a.) oder Künstlergruppen (Rimini Protokoll, Theater und Orchester Neubrandenburg/Neustrelitz, Umlaut Records u. a.) Seit 2016 beschäftigt er sich mehr mit dokumentarischen Produktionen mit linearer Erzählung. Er arbeitete an Bild und Ton bei dem Film Madame B, histoire d’une Nord-Coréenne mit, der 2016 im Rahmen der Sektion ACID in Cannes vorgestellt wurde und den Preis Goldenes Auge für den besten internationalen Dokumentarfilm beim Zürich Film Festival 2016 gewann. Parallel dazu arbeitete Arun an seinem ersten Dokumentarfilm mit linearer Erzählung, George / Unter dem Tisch geboren über einen Hirten im Nationalpark Mercantour. In erneuter Zusammenarbeit mit Joris Rühl realisierte er in Langzeitbeobachtung den Dokumentarfilm Gustav-Adolf-Straße, der sich mit den Bewohnern und Geschäftsleuten der gleichnamigen Straße in Berlin-Weißensee befasst.
Im Jahr 2019 entwarf Arun mit Christoph Mille mit Hilfe des Medieninovationszentrums Babelsberg das VR-IME-Plugin (VR Interactive Music Experience) für die 3D-Engine Unity, das die Erstellung von audio-reaktiven immersiven Umgebungen ermöglicht.
Seit 2021 interessiert sich Tawan Arun für animistische Themen, insbesondere in seinen neuesten Dokumentarfilmprojekten Geister und Wiedergänger (in Thailand) und Die Zwischenwelt des Voodoo (in Benin), wo er Voodoo-Rituale und -Kulte filmt und das Phänomen der Trance untersucht. Ausschnitte aus den Filmen und eine Soundinstallation wurden auf der Ausstellung on the threshold of the invisible von Tawan Arun and Thomas Laigle im Kunsthaus KuLe in Berlin gezeigt.

## Filmografie
- 2009: Die Trägheit der Materie, Kurzfilm
- 2011: Europa: Die Ostgrenze (Portraits de Frontières), Webdokumentation
- 2012: Bielutine – Die fabelhafte Geschichte einer Sammlung (Bielutine – La fabuleuse histoire d'une collection), begleitende Webdokumentation zum Film Bielutine – Dans le jardin du temps
- 2012: Le défi des bâtisseurs, Webdokumentation
- 2014: Views305, Webdokumentarfilm
- 2015: Le journal de bord de Magellan (Das Logbuch von Magellan), Webdokumentation
- 2016: Madame B, histoire d’une Nord-Coréenne
- 2020: George / Unter dem Tisch geboren (George / Né sous la table)
- 2023: Gustav-Adolf-Straße